# Stylicletodes longicaudatus
Stylicletodes longicaudatus är en kräftdjursart som först beskrevs av Brady och D. Robertson 1880.  Stylicletodes longicaudatus ingår i släktet Stylicletodes och familjen Cletodidae. Inga underarter finns listade i Catalogue of Life.